# محمدعلی رمضانی
محمدعلی رمضانی دستک (زاده ۳ اردیبهشت ۱۳۴۲ – درگذشته ۱۰ اسفند ۱۳۹۸) سیاستمدار اصول‌گرای ایرانی بود. وی در یازدهمین انتخابات مجلس شورای اسلامی که در ۲ اسفند ۱۳۹۸ برگزار شد از حوزه انتخابیه آستانه اشرفیه از استان گیلان نامزد انتخابات شد و توانست با کسب ۱۳ هزار و ۹۴۸ رأی از مجموع ۳۸ هزار و ۶۵۵ رأی، نفر اول این انتخابات شود. اما پیش از آغاز به کار مجلس یازدهم در ۱۰ اسفند ۱۳۹۸ درگذشت.

## فوت
رمضانی ۱۷ بهمن با علایم سرماخوردگی به بیمارستان کوثر مراجعه کرد و به سبب حاد شدن شرایط جسمانی و مشکلات ریوی به بیمارستان قائم رشت رجعت داده‌شد. او چند روز در بیمارستان پارس بستری شد. با بهبود علایم بیماری در ۳۰ بهمن در آخرین روز تبلیغات انتخابات مجلس سخنرانی عمومی کرد. این سخنرانی در جوار حرم سید جلال‌الدین اشرف انجام شد. همان شب دوباره حال او وخیم شده و در بخش مراقبت‌های ویژه بیمارستان قائم رشت بستری شد. وی که سابقه صدمات شیمیایی ریه ناشی از جنگ ایران و عراق نیز داشت، سرانجام صبح ۱۰ اسفند ۱۳۹۸ درگذشت. خبرگزاری فارس و بی‌بی‌سی فارسی او را از قربانیان شیوع کروناویروس در ایران دانسته‌است. همچنین محمدحسین قربانی نمایندهٔ آستانهٔ اشرفیه در مجلس یازدهم از ابتلای رمضانی به کرونا خبر داده‌است.

## سوابق
- فرماندار شهرستان آستانه اشرفیه
- مدیرکل تعاون استان گیلان
- مدیرکل حوزه استاندار گیلان
- رئیس سازمان بسیج دانشجویی گیلان
- معاون هماهنگ‌کننده سپاه خوزستان[۱۰]

## تاریخچه انتخاباتی
| سال  | انتخابات    | میزان رأی | ٪     | رتبه | نتیجه  |
| ---- | ----------- | --------- | ----- | ---- | ------ |
| ۱۳۹۰ | مجلس نهم    | ۱۳٬۲۷۳    | ۲۰٫۶۹ | ۲    | شکست   |
| ۱۳۹۴ | مجلس دهم    | ۱۱٬۱۶۳    | ۱۹٫۵۵ | ۳    | شکست   |
| ۱۳۹۸ | مجلس یازدهم | ۱۳٬۹۴۸    | ۳۶٫۰۸ | ۱    | پیروزی |